# Comarques del Túria-Xúquer del País Valencià

Localització

Les Comarques del Túria-Xúquer són una regió valenciana que comprèn les comarques per on transcorren els rius Túria i Xúquer.
Gran part d'aquesta regió es tracta de l'àrea d'influència metropolitana de la Ciutat de València. A vegades, també es considera com a part de la regió de les Comarques Centrals, com així descriuen Joan Soler i Riber, o Manuel Sanchis i Guarner, en les seues respectives descripcions geogràfiques en diverses publicacions.
Els antecedents històrics d'aquesta regió es poden trobar en la Governació de València que, de retruc, es dividia en la Lloctinència de Xàtiva i la Lloctinència de València, divisió que perdurà des del segle xiv fins al segle xviii.
Lingüísticament, la part nord del Xúquer d'aquesta regió parla la subvarietat dialectal del valencià central, i les poblacions al sud d'aquest riu parlen el dialecte meridional. El propi riu Xúquer fa de zona de transició lingüística, de tal manera que, a poblacions com Albalat de la Ribera, Sueca o Cullera, tot i estar al nord, al seu parlar predominen trets de la variant meridional per sobre de la variant central.

## Comarques
Comprèn les següents comarques:
- L'Horta Nord.
- L'Horta Sud.
- La Ribera Alta.
- La Ribera Baixa.
- El Camp de Túria.
- El Camp de Morvedre.